# Epidemia
Epidemia (do grego ἐπιδημία, do adjetivo ἐπιδήμιος, «que está no povo», composto de ἐπί «sobre, acima» e δῆμος «povo») se trata da ocorrência de uma determinada doença em um número maior do que o esperado para determinada doença, levando em consideração o local, época do ano, estação climática, número de indivíduos infectados nos últimos tempos, ou seja, se o número de casos esperados de determinada doença for "X", só se torna uma epidemia se na mesma época do ano e local ocorrer X+(N) casos, sendo "N" qualquer número vindo a ultrapassar a quantidade média de casos para o determinado local.
Nas infecções meningocócicas, por exemplo, uma taxa de ataque superior a quinze casos por cem mil pessoas por duas semanas consecutivas é considerada uma epidemia.
As epidemias de doenças infecciosas são geralmente causadas por vários fatores, incluindo uma mudança na ecologia da população hospedeira (por exemplo, aumento do stress ou aumento da densidade de uma espécie vetor), uma mudança genética no reservatório de patógenos ou a introdução de um patógeno emergente numa população hospedeira (por movimento de patógeno ou hospedeiro). Geralmente, uma epidemia ocorre quando a imunidade do hospedeiro a um patógeno estabelecido ou a um novo patógeno emergente é subitamente reduzida abaixo da encontrada no equilíbrio endémico e o limiar de transmissão é excedido.
Um surto epidêmico pode restringir-se a uma comunidade ou região; no entanto, se se espalhar para outros países ou continentes e afetar um número substancial de pessoas, pode ser chamado de pandemia. A declaração de uma epidemia geralmente requer uma boa compreensão da linha de base da taxa de incidência; epidemias para certas doenças, como a gripe, são definidas como atingindo um aumento na incidência dessa linha de base. Alguns casos como uma doença muito rara podem ser classificados como epidemia, enquanto que noutros como uma doença comum (como uma simples constipação) não o seriam.

## Doença epidêmica
O número de casos indicativos da presença de uma epidemia devido a um agente transmissível varia de acordo com o agente, dimensão, tipo e estado imunitário da população exposta, experiência ou falta de experiência prévia com o agente responsável e com o tempo, local, forma de ocorrência e seu comportamento na população.
Uma das formas para se dizer se uma determinada doença é epidêmica ou endêmica, baseia-se na seguinte equação:
Incidência máxima esperada = Media da incidência + 2 vezes o desvio padrão
Para sua utilização é necessário conhecer a incidência de uma determinada enfermidade em um determinado espaço de tempo, que condiga com seu comportamento em uma determinada população. Técnica esta utilizada em bioestatística sob circunstâncias rigorosas. Para exemplificar, toma-se uma doença X, que tem sua incidência medida de ano em ano. Se o número de casos que ocorreram no ano atual superar o valor da "incidência máxima esperada", se tem um caso epidêmico, se for inferior, se tem um caso endêmico.

## Interação parasita
Ao longo do tempo a relação entre agente e hospedeiro tende a mudar depredatória (favorecendo o agente) para comensal (que não favorece nem um nem outro). Com o tempo e um ambiente estável a ocorrência de doença passa de epidêmica para endêmica e depois para esporádica. No estado natural o hospedeiro mais resistente tem maior probabilidade de sobrevivência. Do ponto de vista ecológico a produção de doença e a morte não favorece a perpetuação do agente. Portanto, a seleção natural favorece os microorganismos menos patogênicos. A raiva e a Peste bovina são exceções à regra.
Para exemplificar o que foi dito, pegamos o vírus da mixomatose intencionalmente introduzido na Austrália para controlar os coelhos provocou uma mortalidade elevada (80% a 90%). Depois de alguns anos verificou-se que a taxa de fatalidade inicial de 99% passou para 90% e o tempo entre a infecção e a morte aumentou. Em 15 anos a população de coelhos chegou aos 20%.

## Surtos epidêmicos em Portugal e nas regiões lusófonas
A peste actualmente, e de modo correcto, significa uma doença infeciosa causada pela bactéria Yersinia pestis, no entando a denominação utilizada nos relatos antigos de doenças infecciosas por contágio direto ou indireto era "peste". Além dessa utilização abrangente da palavra, não era também diferenciado entre epidemia (surto numa comunidade ou região) e pandemia (surto espalhado por outros países ou continentes).
| Ano                  | Locais afectados                                                    | Agente infecioso | Vítimas e alastramento |
| -------------------- | ------------------------------------------------------------------- | --- | --- |
| 405                  | Toda Península Ibérica                                              | Desconhecido | Nº desconhecido de vítimas. |
| 410-412              | Toda a Península Ibérica                                            | Desconhecido | Nº desconhecido de vítimas. |
| 967                  | Minho (província)                                                   | Desconhecido | Esta peste logrou a saída dos Mouros que vieram saquear a região e a então aldeia de Guimarães que se tinha transladado recentemente de Araduça para o local actual. |
| 1124                 | Todo o Reino de Portugal                                            | Desconhecido | Nº desconhecido de vítimas. Foi considerada por muitos séculos como a das piores epidemias em Portugal continental. Os antigos chamaram de "ano mau" ao ano de 1124 porque além da peste, a fome matou muita população. |
| 1191                 | Atouguia da Baleia                                                  | Desconhecido | Nº desconhecido de vítimas. |
| Séc. XIII            | Torres Novas e Vila Verde dos Francos                               | Desconhecido | Nº desconhecido de vítimas. |
| 1348 (3 meses)       | Todo o Reino de Portugal                                            | Agente infecioso desconhecido, mas provavelmente a Peste Negra na sua forma septicémica e bubónica pois os relatos indicam aprecimento de tumores linfáticos nos linfonodos (chamados de levadigas em português antigo) | Foi chamado ano da "mortandade grande" ou "peste grande". A percentagem de mortos foi muito grande . Os relatos antigos referem que teve origem na Cítia e que desde o início da Pandemia até ao seu termo discorreram 3 anos, mas em Portugal iniciou a 29 de Setembro de 1348 e durou só três meses. |
| 1384 (Maio-Setembro) | Cidade de Lisboa                                                    | Desconhecido | Nº desconhecido de vítimas, mas afectou o acampamento dos soldados castelhanos que cercavam a cidade de Lisboa de tal modo (morriam cerca de 150 a 200 pessoas) que levou a que o cerco fosse levantado e os castelhanos regressassem. Grande número de nobres espanhóis morreram da peste neste Cerco de Lisboa (1384) até a própria rainha (Beatriz de Castela (1293–1359) que combatia o Mestre de Aviz ficou infectada. |
| 1420                 | Vila Nova de Gaia                                                   | Desconhecido | Muitos habitantes da cidade. |
| 1423                 | Cidade de Coimbra                                                   | Desconhecido | Nº desconhecido de vítimas. |
| 1438                 | Cidade de Lisboa[carece de fontes?] e cidades grandes como Abrantes | Peste Negra originada pela bactéria Yersinia pestis na sua forma septicémica, pneumónica e bubónica (esta última a mais predominante)                                                                                   | Esta atacou o Rei Duarte I de Portugal que visitava e socorria o povo, levando à sua morte em 9 de Setembro de 1438. |
| 1448                 | Todo o Reino de Portugal exceto Aldeia Gavinha                      | Desconhecido | Nº desconhecido de vítimas. |
| 1469                 | Cidade de Aveiro                                                    | Desconhecido | Nº desconhecido de vítimas. |
| 1479                 | Cidade de Évora e outras partes do Reino de Portugal                | Desconhecido | Nº desconhecido de vítimas. |
| 1481                 | Cidade de Lisboa                                                    | Desconhecido | Entre as vítimas conta-se o Rei Afonso V de Portugal . Até logrou do poeta Ayres Teles de Meneses uma poesia. |
| 1482                 | Todo o Reino de Portugal                                            | Desconhecido | Nº desconhecido de vítimas. |
| 1493                 | Todo o Reino de Portugal                                            | Desconhecido | Chegou a afectar as cortes desse ano em Montemor-o-Novo (76ªs cortes) que foram instauradas sem todas as formalidades. |
| 1503                 | Todo o Reino de Portugal                                            | Desconhecido | Nº desconhecido de vítimas, mas levou a que o rei D. Manuel conseguisse de Veneza relíquias de S. Roque (advogado contra a peste) que foram colocadas numa ermida construída de propósito e que hoje é a Igreja de São Roque (Lisboa), próximo onde se enterravam os falecidos da peste. |
| 1505                 | Todo o Reino de Portugal                                            | Desconhecido | Na aldeia de São Tomé do Castelo todos os moradores exceto duas mulheres. |
| 1506                 | Região de Lisboa                                                    | Desconhecido | Nº desconhecido de vítimas, mas a mortandade foi tão grande que a Câmara Municipal de Lisboa mandou erger um novos cemitérios fora das muralhas. «Alem d'estes cemiterios, e por não poderem comportar todos os mortos, determinou a camara que os escravos que fallecessem de peste, fossem lançados em poços, deitando-lhes por cima dos cadáveres cal virgem.». |
| 1507                 | Região de Lisboa                                                    | Desconhecido | Nº desconhecido de vítimas. |
| 1524                 | Cidade de Aveiro                                                    | Desconhecido | Nº desconhecido de vítimas. |
| 1561-1562            | Vila de Abiul                                                       | Desconhecido | Quase toda a população da freguesia. |
| 1569-1570            | Todo o Reino de Portugal                                            | Peste Negra originada pela bactéria Yersinia pestis na sua forma septicémica, pneumónica e bubónica (esta última a mais predominante)[carece de fontes?].                                                               | Denominada de "Grande Peste", esta iniciou em Lisboa a 7 de Junho de 1569 estendendo-se a todo o reino levando a que vilas e cidades perdessem grande parte da sua população, como por exemplo em Lisboa onde morreram mais de 50000 pessoas[carece de fontes?] e onde chegaram a morrer 700 pessoas por dia; ou a cidade de Guimarães onde morreram metade dos seus habitantes (passando de 4000 para cerca de 2000). Na cidade de Lisboa principiou a 7 de Junho e «Nos dias 10, 11 e 12 de julho, na maior força da peste, espalhou se em Lisboa, que no dia 13 d'esse mez se subverteria a cidade [amotinação popular]. Foi tal o terror, que Lisboa ficou quasi deshabitada, fugindo tudo e cobrindo 7 ou 8 léguas em redor, porque não havia casas para tanta gente. Morreu grande numero de pessoas não só da peste, mas também de fome, sêde e outras calamidades.». A desolação foi tão grande que «Cresceu a herva pelas ruas a grande altura: os mortos não cabiam nas egrejas, sendo preciso abrirem-se vallas pelos campos, enterrando-se em cada uma aos 50 e 60. Estavam os defuntos amortalhados às portas das casas, dois e trez dias, sem haver quem os levasse á sepultura. De um instante para outro cahiam mortos os que estavam de pé e vivos; e amanheciam defuntos os que se tinham deitado sãos. As terras visinhas, em que a peste não era tão intensa e geral, não queriam communicar com Lisboa, o que causou um novo flagello — a fome — de que morreram muitas pessoas. Só no fim do mez de outubro é que cessou [o pico de] esta horrorosa epidemia.» Faleceu nesta epidemia António Ferreira (nascido em 1528) desembargador da relação e o mais fervoroso adepto da literatura da "renascença", que fez ressuscitar o gosto pelos clássicos gregos e latinos. |
| 1576                 | Cidade de Lisboa                                                    | Desconhecido | Nº desconhecido de vítimas, mas levou a que o rei D. Sebastião criasse um asilo para as filhas dos seus criados que ficaram orfãs. Erigido logo no mesmo ano no Convento de Santa Marta (de franciscanas). |
| 1579                 | Todo o Reino de Portugal                                            | Desconhecido | Iniciou em Lisboa no dia 10 de Setembro de 1579 e se propagou pelo país. Consta que só em Lisboa morreram 40000 pessoas e em Évora umas 25000. |
| 1581                 | Cidade de Lisboa                                                    | Desconhecido | Nº desconhecido de vítimas, mas levou a que a reunião de cortes (86ªs) fosse transferida para a cidade de Tomar. |
| 1598-1603            | Cidade de Lisboa                                                    | Desconhecido | Fez mais de 80000 vítimas. A epidemia iniciou em 15 de Outubro de 1598 e durou 5 anos.. |
| 1723                 | Todo o Reino de Portugal                                            | Febre Amarela um vírus ARN do género Flavivirus | Em Lisboa faleceram mais de 40000 pessoas e no resto de Portugal muitas mais. |
| 1810                 | Cidade da Figueira da Foz                                           | Desconhecido | Mais de 5000 pessoas que se refugiaram na cidade em fuga dos assassinatos perpetrados no ataque francês liderado pelo General André Masséna durante a Terceira invasão francesa de Portugal. |
| 1856-1858            | Todo o Reino de Portugal                                            | Febre Amarela um vírus ARN do género Flavivirus | Entre o outono de 1856 e o 1º trimestre de 1858 deixou um rasto de mais de 5500 mortos, com uma taxa de mortalidade na população da capital de 1 em cada 35,4 habitantes e uma relação de 1 óbito por cada 3,18 afectados.. |
| 1918-1920            | Todo o Portugal                                                     | Gripe espanhola causada pelo vírus Influenzavirus A subtipo H1N1 conhecida em Portugal por "gripe pneumónica" ou simplesmente "a pneumónica"                                                                            | Totaliza-se que morreram em Portugal continental cerca de 120000 pessoas[carece de fontes?]. Esta pandemia veio da Europa e se alastrou em Portugal continental, passando para o Brasil em setembro de 1918 no navio inglês Demerara, vindo de Lisboa (no mesmo mês, marinheiros que prestaram serviço militar em Dacar, no Senegal, desembarcaram doentes no porto de Recife)[carece de fontes?]. |
| 2020-2022            | Todo o Portugal                                                     | Coronavirus SARS-COV-2 | Inicialmente começou por um foco na região norte e após se alastrar pelo país o XXII Governo da República Portuguesa efetuou uma "Declaração de Situação de Alerta" em 9 de Abril de 2020 reconhecendo o início da Pandemia de COVID-19 em Portugal. O fim do "Estado de Alerta" ocorreu em 30 de Setembro de 2022. A Organização Mundial da Saúde decretou o fim da emergência global de Covid-19 em 5 de Maio de 2023. |